# Église Saint-Quentin de Mathaux
Pour les articles homonymes, voir Église Saint-Quentin.
L'église Saint-Quentin est une église située à Mathaux, en France. C'est l'une des églises à pans de bois du Pays du Der.

## Localisation
L'église est située sur la commune de Mathaux, dans le département français de l'Aube.

## Historique
L'édifice est inscrit au titre des monuments historiques en 1982.